# Južni Awyu
Južni Awyu, papuanski narod transnovogvinejske porodice, uže skupine awyu, koji žive u močvarnim predjelima na jugoistoku indonezijskog dijela Nove Gvineje. Sela Južnih Awyua locirana su većinom uz rijeku As, na nadmorskoj visini manjoj od 100 metara iznad mora. 
Južni Awyu jezično su srodni ostalim Awyu plemenima, a njihova populacija iznosi oko 9,340 (2002 SIL). Žive od lova, sakupljanja i agrara. Sago, riba i yam uz voće (banana, naranča i Artocarpus heterophyllus, sličan kruhovcu) glavna su im hrana.
Danas žive pod utjecajem civilizacije, a dijelom su i pokršteni. Jedan od glavnih problema područja u kojem žive su kožne bolesti, malarija kojeg prenosi komarac i kolera, koja možda dolazi zbog upotrebe vode iz lokalnih rijeka i izvora.
Galvno gradsko središte koje se nalazi na njihovom plemenskom teritoriju je Bade.